# Tolčane
Tolčane so naselje v Občini Ivančna Gorica.